# Puerto Yegua
Puerto Yegua (en inglés: Mare Harbour) es un pequeño establecimiento de la isla Soledad del archipiélago de las Malvinas, que según la Organización de las Naciones Unidas (ONU), está en litigio de soberanía entre el Reino Unido, quien la administra como parte del territorio británico de ultramar de las Malvinas, y la Argentina, quien reclama su devolución, y la integra en el departamento Islas del Atlántico Sur de la provincia de Tierra del Fuego, Antártida e Islas del Atlántico Sur.
Este puerto se ubica sobre la costa norte del seno Choiseul, en el Rincón del Sudeste, y al norte de la isla del Medio y de la isla Bougainville. En sus inmediaciones se encuentran dos caletas, una al oeste y otra al este.
Es mayormente usado como una instalación portuaria y de depósito de la base Base Aérea de Monte Agradable, también como un puerto de aguas profundas usado por barcos de la Marina Real Británica que patrullan el océano Atlántico y la Antártida, lo que significa que es el principal puerto del archipiélago, ya que Puerto Argentino/Stanley tiende a ser utilizado sólo para transporte comercial. Posee una población permanente de 15 habitantes.
Un servicio diario de ómnibus realiza el servicio entre Puerto Yegua y Monte Agradable.

## Guerra de las Malvinas
Durante la guerra de las Malvinas Puerto Yegua fue considerado como uno de los sitios potenciales para un desembarco anfibio británico, pero, las fuerzas británicas tomaron tierra en Puerto San Carlos en el occidente de la isla Soledad. 